# Röhrmoos (Bawaria)
Röhrmoos – miejscowość i gmina w Niemczech, w kraju związkowym Bawaria, w rejencji Górna Bawaria, w regionie Monachium, w powiecie Dachau. Leży około 10 km na północ od Dachau, przy linii kolejowej Monachium – Norymberga.

## Dzielnice
W skład gminy wchodzą następujące dzielnice: Arzbach, Biberbach, Durchsamsried, Großinzemoos, Kleininzemoos, Mariabrunn, Purtlhof, Riedenzhofen, Röhrmoos wieś i stacja, Rudelzhofen, Schillhofen, Schönbrunn, Sigmertshausen i Zieglberg.

## Demografia
| Rok  | Liczba mieszk. |
| ---- | -------------- |
| 1970 | 4 400          |
| 1987 | 5 017          |
| 2000 | 6 029          |

Dane o ludności z 31 grudnia 2008:
| Opis                                | Ogółem | Ogółem | Kobiety | Kobiety | Mężczyźni | Mężczyźni |
| ----------------------------------- | ------ | ------ | ------- | ------- | --------- | --------- |
| Jednostka                           | osób   | %      | osób    | %       | osób      | %         |
| Populacja                           | 6341   | 100    | 3186    | 50,24   | 3155      | 49,76     |
| Wiek przedprodukcyjny (0–17 lat)    | 1120   | 17,66  | 530     | 8,36    | 590       | 9,3       |
| Wiek produkcyjny (18–65 lat)        | 4124   | 65,04  | 2029    | 32      | 2095      | 33,04     |
| Wiek poprodukcyjny (powyżej 65 lat) | 1097   | 17,3   | 627     | 9,89    | 470       | 7,41      |

## Polityka
Wójtem gminy jest Hans Lingl z FW, rada gminy składa się z 20 osób.
|      | CSU | SPD | FW | UWG | GUL | Razem |
| 2008 | 9   | 1   | 6  | 2   | 2   | 20    |
| 2002 | 7   | 3   | 6  | 2   | 2   | 20    |